# Seweryn Butrym
Seweryn Butrym né le 23 décembre 1910 à Vilnius et mort le 21 décembre 1981 à Varsovie, est un acteur de cinéma et de théâtre polonais.

## Filmographie
au cinéma
- 1950 : La Ville indomptée : général polonais
- 1952 : La Jeunesse de Chopin : Prince Franciszek Ksawery Lubecki-Drucki
- 1954 : Les Cinq de la rue Barska : l'ingénieur
- 1956 : Nikodem Dyzma : l'éditeur
- 1958 : Les Adieux : un officier allemand
- 1960 : Les Chevaliers teutoniques : le comte Wende
- 1969 : Le Locataire de l'appartement M3 : le professeur Kolanow